# 아도니야
아도니야(?~기원전 965년경)는 연합 이스라엘 왕국의 왕 다윗의 넷째 아들로 자신이 왕이 되려고 음모를 꾸미다가 솔로몬에게 숙청당했다.
다윗과 학깃의 아들로 다윗이 헤브론에서 낳은 넷째 아들로 열왕기 상에서 처음 등장한다. 아도니야는 자신의 형 압살롬처럼 자신이 왕이 되려고 자기가 탈 병거와 말을 마련하고 호위병도 50명이나 두었다(열상1:5). 그리고 다윗의 휘하 장수 요압과 사제 에브야타르, 다른 왕자들을 끌어들려 자신의 지지하게 만들었다.
그러나 예언자 나단과 다윗의 왕비 밧세바에 의해 계획이 발각되어 이 소식이 다윗에게 알려지자 다윗은 아들 솔로몬을 왕으로 세웠고 결국 아도니야의 무리는 뿔뿔이 흩어졌다. 아도니야는 솔로몬을 대하기를 두려워해 제단의 뿔을 움켜잡았다.
아도니야는 솔로몬에게 용서를 빌고 돌아갔으나 다시 왕위를 탐내며 솔로몬의 어머니 밧세바를 찾아가 수넴 여인 아비삭과 결혼하게 달라는 청을 했다. 그러나 이 소식이 솔로몬에게 알려져 결국 솔로몬의 명령으로 여호야다의 아들 브나야에 의해 내려치여 죽임을 당했다.